# Deivoon Magaña
Deivoon Alexander Magaña Rico (ur. 20 stycznia 2000 w Guadalajarze) – meksykański piłkarz występujący na pozycji prawego obrońcy, od 2025 roku zawodnik Jaiba Brava.